# プルトノセン
プルトノセン(Plutonocene)は、有機プルトニウム化合物であり、プルトニウム原子が2つのシクロオクタテトラエニド環(COT2-)に挟まれたサンドイッチ化合物である。暗い赤色で、空気反応性の非常に高い固体で、トルエンや有機塩素化合物にわずかに溶ける。酸化状態が+4のアクチノイド元素のメタロセンであるアクチノセンの1つである。化学式は、Pu(C8H8)2。
ウラノセン等の他のアクチノセンと比べ、放射線の危険のため、プルトノセンは1980年代以降、あまり研究されてこなかった。その代わり、分子内の結合に関する理論的な研究の題材となっている。

## 構造と結合
プルトノセンの構造は、単結晶のX線結晶構造解析により決定された。シクロオクタテトラエニド環は、等価な8つの長さ1.41 AのC-C結合からなる平面状で、重なり形配座で平行に位置している。分子の反転中心は、プルトニウム原子の位置にある。プルトニウム原子からシクロオクタテトラエニド環の中心までの距離は1.90 Aで、プルトニウム原子と個々の炭素原子の間の距離は2.63-2.64 Aである。
分子構造は似ているものの、プルトノセンの結晶は、他のアクチノセンと同形ではない。プルトノセンの結晶は、単斜晶系で空間群はI2/mであるのに対し、トロセン、プロトアクチノセン、ウラノセン、ネプツノセンの結晶は、同じ単斜晶系でも空間群はP21/nである。
様々な計算化学の手法を用いた理論計算により、プルトニウムの6d及び5f軌道と配位子のπ軌道の間に強い共有結合性が存在することが示された。

## 合成
テトラヒドロフラン中、室温でのヘキサクロロプルトニウム(IV)酸テトラエチルアンモニウムとシクロオクタテトラエニド二カリウム（K2(C8H8))の反応により、1970年に初めて合成された。
(NEt4)2PuCl6 + 2 K2(C8H8) → Pu(C8H8)2 + 2 NEt4Cl + 4 KCl
塩化プルトニウム(IV)が安定に存在しないため、プルトノセンの場合は、塩化アクチノイド(IV)とシクロオクタテトラエニド二カリウムの反応による他のアクチノセンの合成の方法とは異なる。テトラエチルアンモニウム塩の代わりに、セシウムやピリジニウムのヘキサクロロプルトニウム(IV)酸塩を用いた場合には、この反応は起こらない。
より最近開発された合成法では、緑色の[K(crypt)][PuIII(C8H8)2]塩をヨウ化銀で1電子還元する反応を含む。
[PuIII(C8H8)2]- + AgI → Pu(C8H8)2 + Ag0 + I-
[PuIII(C8H8)2]-アニオンは、K2(C8H8)と、より一般的な二酸化プルトニウムを臭化水素とともにテトラヒドロフラン中で還元して得られる他の有機プルトニウム(III)錯体の配位子置換から得られる。出発物質として、塩化プルトニウム(III)やヨウ化プルトニウム(III)等のハロゲン化プルトニウム(III)も用いられる。

## その他の性質
ウラノセンやネプツノセンとはアナログであり、ほぼ同じような化学反応性を示す。これらは、水や希塩基とは反応しないが、空気反応性は高く、急速に反応して、酸化物を生成する。ベンゼン、トルエン、四塩化炭素、クロロホルム等の芳香族化合物や塩化物溶媒には、約10-3 M程度、わずかに溶解する。